# Pierre-Gaston Brion
Pour les articles homonymes, voir Brion.
Pierre Gaston Brion, né à Lenharrée en 1767 et mort à Fère-Champenoise en 1855, est un sculpteur français. Pierre Gaston Brion fut le plus important menuisier-sculpteur de son époque avec Jean-Baptiste Rode.

## Biographie
Né à Lenharrée, dans la Marne, le 7 août 1767, il s'installa à Paris au no 19 puis 25 de la rue Bleue. Le 22 novembre 1797 (Duodi Frimaire An VI), il y épousa Adélaïde-Marie-Françoise Desandré. De cette union naquit Isidore Hippolyte Brion (1799-1863) qui sera lui aussi un sculpteur et statuaire de grande renommée. Brion sut garder la faveur des différents gouvernements qui se succédèrent et travailla jusqu'en 1838 environ. Il cessa toute activité à la mort de sa femme et se retira en Champagne, sa région natale où il mourut le 26 mars 1855.

## Œuvres
Il obtint ses premières commandes officielles à partir de 1811, et travailla ensuite régulièrement pour le Garde-Meuble Impérial puis Royal. Il livra notamment l'important lit de parade en bois sculpté et doré qui fut commandé à l'avènement de Charles X (1824) pour remplacer dans la chambre du Roi au Palais des Tuileries, l'ancien lit de Napoléon Ier. Ce lit est aujourd'hui conservé au Musée du Louvre.
En ce début de XIXe siècle caractérisé par le versatilité des institutions politiques françaises, les régimes successifs font indifféremment appel au talent de Pierre Gaston Brion pour des réalisations de prestige et il devient ainsi un grand contributeur de l'ornement de nos palais et ministères, de ce que l'on résumera plus tard par l'expression évocatrice des "ors de la République".
Ainsi se trouvent au regard du public, outre le lit de Charles X au Louvre, notablement au Grand Trianon les chaises et fauteuils (1831) du salon de famille du roi Louis-Philippe Ier, ou plus rarement comme lors de Journées européennes du patrimoine à l'Hôtel de Charost, la résidence de l’ambassadeur du Royaume-Uni en France, également les fauteuils du Salon rouge et du Salon bleu, ainsi que le lit du Salon Pauline, réalisés avant 1814, à la demande de Pauline Bonaparte, la sœur préférée de Napoléon Ier.
Témoignage émouvant d'attachement et de reconnaissance d'un artiste de renom à sa paroisse de naissance, il fit don à l'église de Lenharrée d'une petite statue de sa réalisation, en bois polychrome, représentant la Vierge à l'Enfant, probablement son unique contribution à l'Art Sacré (non visible actuellement).
Le niveau atteint par les enchères lors d'adjudications publiques de ses œuvres attestent de l'attrait accordé de nos jours à la qualité de son art,.

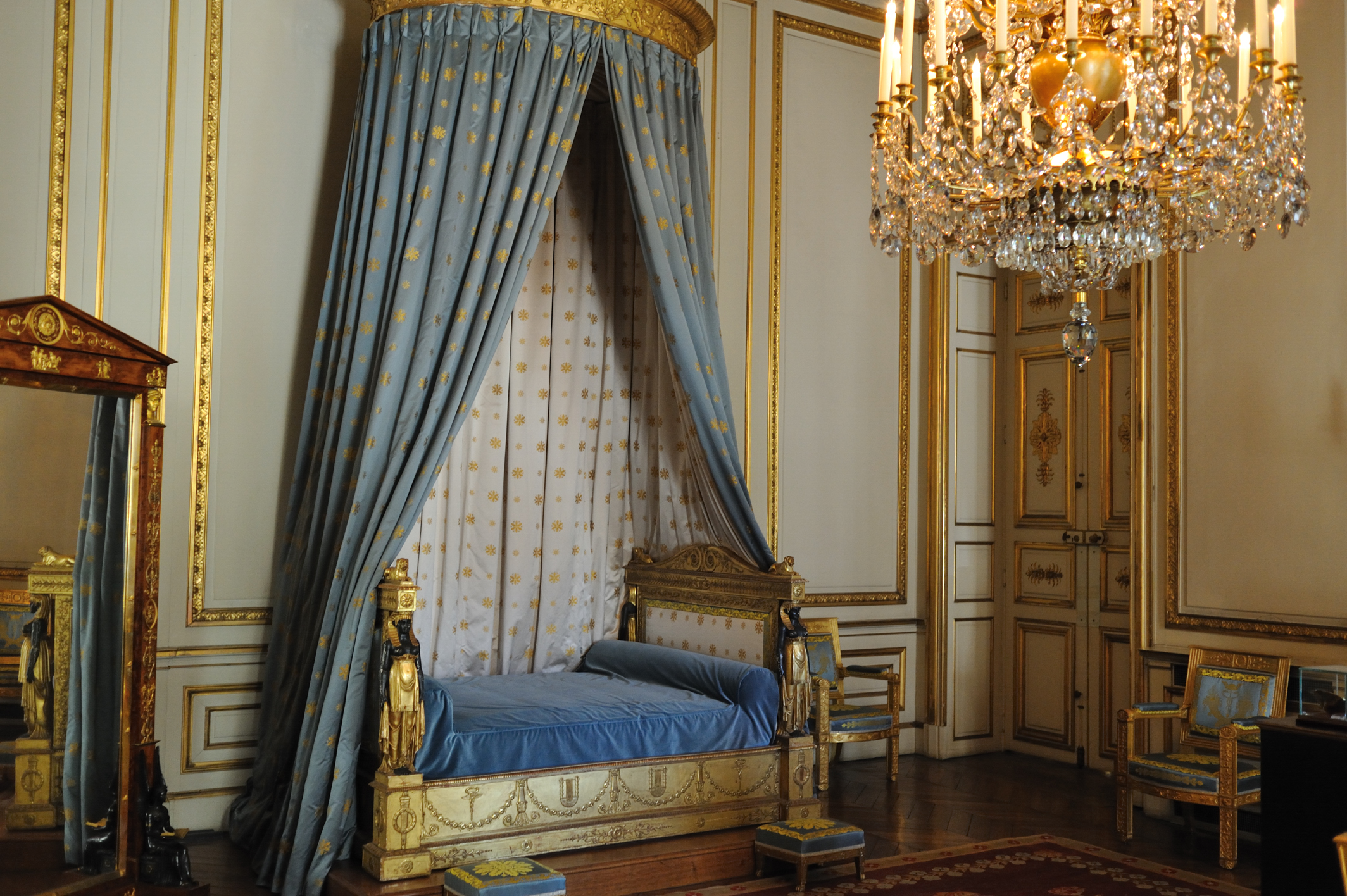
Salon Pauline (avant 1814), à l'Hôtel de Charost
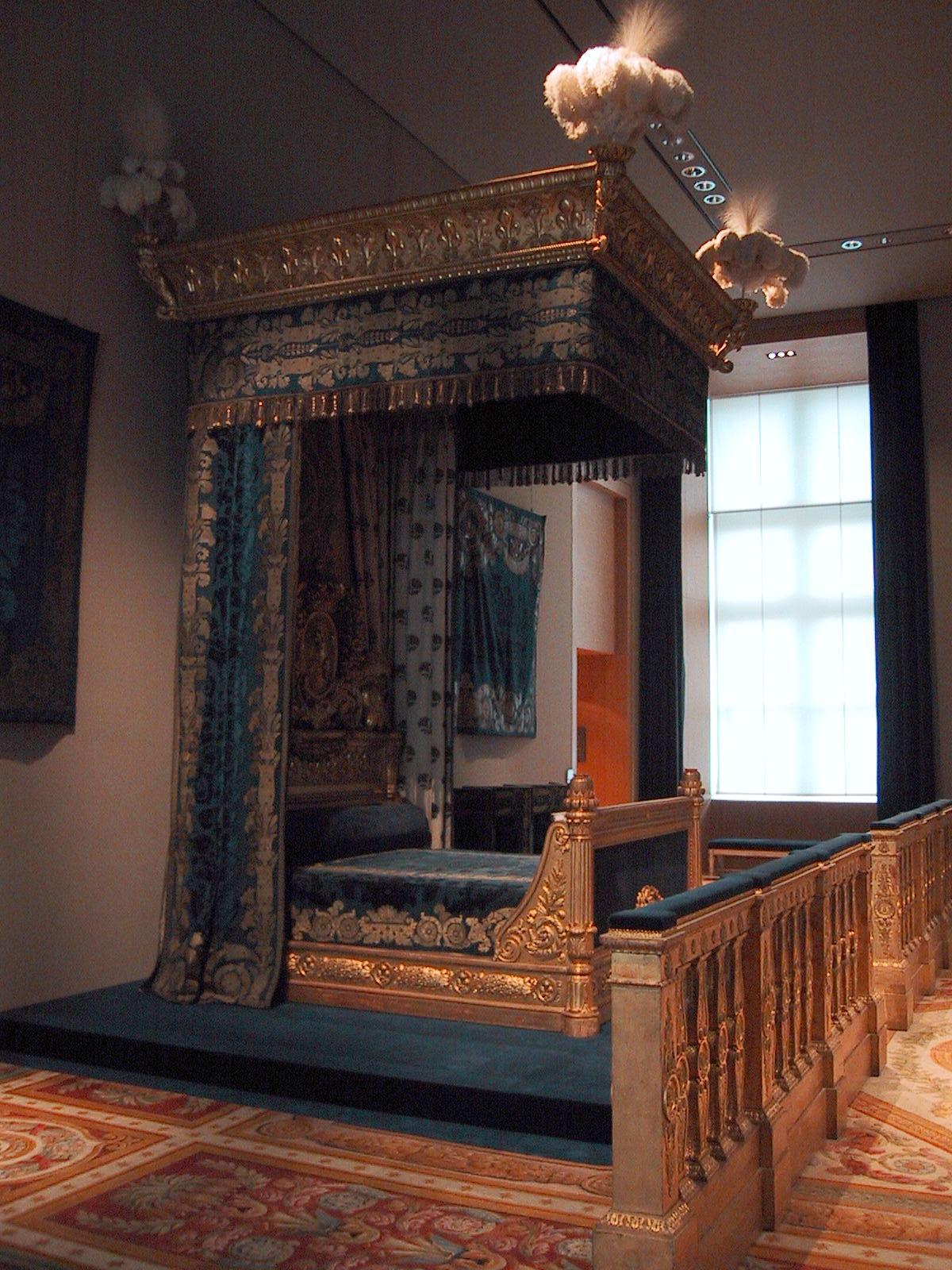
Lit de Charles X (1824), au musée du Louvre
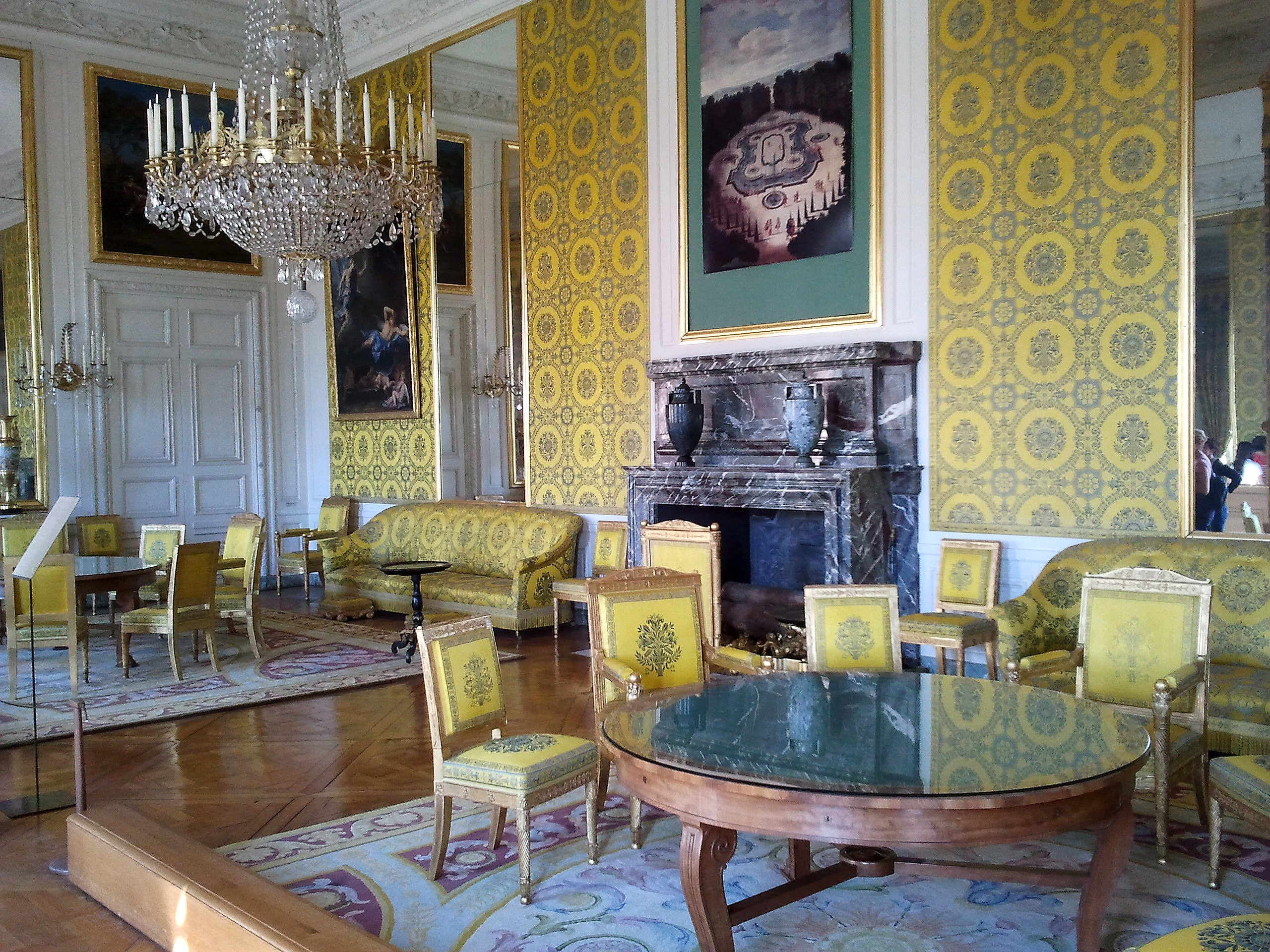
Salon de famille de Louis-Philippe (1831), au Grand Trianon